# Vuk (romanzo)
Vuk è un romanzo dello scrittore ungherese István Fekete, pubblicato per la prima volta in Ungheria nel 1940 nella raccolta Csí e, nel 1965, come volume indipendente.

## Trama
Il romanzo racconta la storia di una volpe con il nome Vuk.

## Adattamenti
Nel 1981 è uscito il film d'animazione con il titolo Vuk - Il cucciolo di volpe adattato dal libro.